# Marina di Rodi Garganico
La Marina di Rodi Garganico è un porto turistico situato a Rodi Garganico, nel litorale settentrionale del Promontorio del Gargano, all'interno del territorio dell'omonimo parco nazionale.
Dista 30 miglia dalle isole di Lagosta e 62 miglia da Curzola, costituendo il porto italiano più vicino alle coste croate con cui è collegato con un traghetto

## Struttura
Il marina di rodi garganico è costituito da un braccio sottoflutto a est ed uno sopraflutto a ovest.
Il braccio sopraflutto costituisce la diga frangiflutto. Si estende, con un andamento curvilineo, per 700 metri, fino a raggiungere una distanza di 300 metri dalla costa.
Il bacino interno, di circa 60.000 m², è quindi protetto dai venti Nord-Occidentali, prevalenti nella zona, permettendo un comodo ormeggio anche in condizioni climatiche avverse.

### Caratteristiche tecniche
|                        | Caratteristiche tecniche |
| ---------------------- | --- |
| Orario di accesso      | Continuo |
| Modalità di accesso    | Previo contatto con la direzione del porto |
| Radio                  | Vhf canale 9-16 |
| Fondo marino           | Sabbioso (5 m) |
| Email                  | porto@marinarodigarganico.it |
| Sitoweb                | www.marinarodigarganico.it |
| Fanali                 | - 3825 (E 2290.5) - A lampi verdi, periodo 3 sec., portata 6 M, sull'estremità del molo di sopraflutto; - 3826 (E 2290.8) - A lampi rossi, periodo 3 sec., portata 6 M, sull'estremità del molo di sottoflutto e di bunkeraggio; - 3826.3 - A lampi gialli, periodo 2 sec., portata 2 M, sul pontile attracco traghetti |
| Divieti                | Ord. n. 02/2007 di Circomare Vieste |
| Venti                  | Greco-Levante |
| Traversia              | settore compreso tra il I e II quadrante |
| Rade sicure più vicine | Peschici, Capoiale, Termoli, Vieste |

## Storia

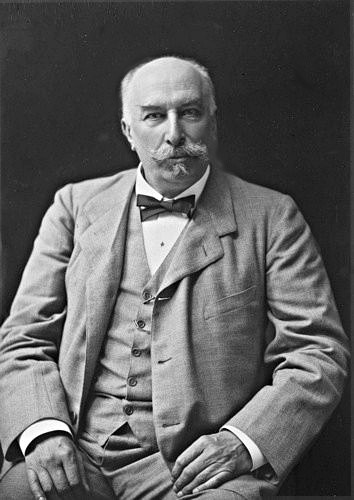
Giolitti, al governo nel 1908

Il Marina di Rodi Garganico sorge in un'area adiacente a quella in cui, fino al secolo scorso, erano visibili i ruderi dell'antico porto, costruito in epoca romana. In tale periodo, per tale porto, Rodi Garganico era conosciuta come Portus Garnae.
Atteso per oltre cento anni, è stato costruito in 775 giorni.
Era, infatti, il 1908 quando l'allora sindaco di Rodi Garganico, inoltrò una formale richiesta al governo, per la realizzazione di un porto commerciale. Le regioni erano essenzialmente economiche: la città stava vivendo il suo primo periodo di profonda crisi delle esportazioni di agrumi e questo stava provocando gravi conseguenze sociali nella cittadina garganica.
Dopo poco più di 100 anni, il 25 luglio 2009, il porto turistico di Rodi Garganico è stato inaugurato dal sindaco Carmine D'Anelli, alla presenza del presidente della Provincia Antonio Pepe, del Ministro per gli affari regionali, Raffaele Fitto e dell'attrice Caterina Balivo. Il progetto esecutivo della Marina è stato redatto per la parte a mare dallo studio di ingegneria Modimar di Roma, mentre il progetto architettonico dallo studio di architettura 3C+t Capolei Cavalli. Il Marina di Rodi Garganico è tra i primi porti turistici al mondo. A decretarlo è la commissione internazionale di esperti dell'associazione PIANC, che ogni anno premia la migliore struttura portuale da diporto e che per il 2013 ha scelto proprio il Marina di Rodi Garganico. PIANC è l'organizzazione mondiale tecnica e no profìt che fornisce linee guida per lo sviluppo sostenibile delle infrastrutture per la navigazione marittima e fluviale.
Nel 2010 è stato attivato il collegamento con la Croazia (Curzola e Lesina). Le ragioni di tale collegamento vanno oltre la vicinanza del porto alle coste dalmate. È infatti vivo nella memoria collettiva il ricordo dei viaggi che, per tutto l'Ottocento e parte del Novecento, unirono le due coste, quando la marineria di Rodi, costituita da cinquecento velieri, faceva la spola tra Dalmazia, Trieste e Venezia.
Con l'attivazione di tale collegamento, il 25 luglio 2010, è stato firmato un protocollo d'intesa tra il comune di Rodi Garganico ed il consolato della Repubblica di Croazia.

## Collegamenti

### Navali
- Croazia (Curzola / Korčula, Lesina / Hvar) nel periodo estivo, settimanalmente[8]
- Isole Tremiti, tutto l'anno
- Grotte del Gargano (escursioni), nel periodo estivo

### Stradali
- Strada statale 89 Garganica, lungo la direttrice San Severo - Vieste - Foggia

### Ferroviari
- Stazione Ferroviaria di Rodi Garganico, linea ferroviaria San Severo-Peschici

### Web
- Pagine Azzurre, Marina di Rodi Garganico, su pagineazzurre.com. URL consultato il 16 luglio 2012 (archiviato dall'url originale il 17 giugno 2012).

### Articoli
- Rodi Garganico: ecco il nuovo porto cento anni dopo, in La Repubblica.Bari, 28 luglio 2009. URL consultato il 15 luglio 2012 (archiviato dall'url originale il 2 agosto 2009).
- Quel nuovo gioco di sponde tra Rodi e la vicina Croazia, in Rodi Garganico Online, 25 luglio 2010. URL consultato il 15 luglio 2012.
- Carmine D'Anelli, 25 luglio 2009: Rodi realizza il sogno di sempre. Lettera aperta del sindaco Carmine D'Anelli, in La Repubblica.Bari, 20 luglio 2009. URL consultato il 15 luglio 2012.
- Franco Mastropaolo, Quanto è vicina la Croazia, in Rodi Garganico Online, 28 giugno 2010. URL consultato il 15 luglio 2012.
- Saverio Serlenga, Korcula, si parte domenica, in Rodi Garganico Online, 23 giugno 2010. URL consultato il 15 luglio 2012.